# Élections au Parlement basque de 2009
Les élections au Parlement basque de 2009 (en basque : 2009ko Eusko Legebiltzarrerako hauteskundeak, en espagnol : Elecciones al Parlamento Vasco de 2009) se tiennent le dimanche 1er mars 2009 afin d'élire les 75 députés de la IXe législature du Parlement basque pour un mandat de quatre ans.

## Contexte
Le président du gouvernement Juan José Ibarretxe annonce le 2 janvier 2009 son intention de convoquer les élections au 1er mars suivant.

## Mode de scrutin
Le Parlement basque (Eusko Legebiltzarra, Parlamento Vasco) est l'assemblée législative monocamérale de la communauté autonome du Pays basque.

### Nombre de députés
L'article 26 du statut d'autonomie de 1979 dit « de Guernica » dispose que le Parlement sera composé d'un nombre égal de députés représentant les territoires historiques — l'Alava, le Guipuscoa et la Biscaye — et élu pour une période de quatre ans. En vertu de l'article 10 de la loi 5/1990 relative aux élections au Parlement basque, le nombre de députés par circonscription est fixé à 25, ce qui établit la composition de l'hémicycle parlementaire à 75 parlementaires.

### Convocation et candidatures
Conformément à l'article 46 de la loi électorale 5/1990, les élections sont convoquées par le président du gouvernement basque au moyen d'un décret qui doit être pris le 25e jour précédant l'expiration de la législature — quatre ans après le précédent scrutin, jour pour jour — et publié le lendemain au Journal officiel (Boletín Oficial del País Vasco, BOPV). Les élections doivent se tenir 54 jours après cette publication.
Peuvent présenter des candidatures : 
- les partis, associations et fédérations politiques inscrits au registre des associations politiques du ministère de l'Intérieur ;
- les coalitions électorales formées par les entités précitées ;
- les groupes d'électeurs, à la condition d'avoir réuni les parrainages d'au moins 1 % des électeurs de la circonscription électorale concernée[6].

Tous les candidats doivent être résidents enregistrés au Pays basque, ou prouver que leur dernière domiciliation administrative se trouvait sur le territoire basque s'ils sont expatriés. Les listes de candidats doivent présenter au moins 50 % de femmes, cette proportion devant se retrouver pour chaque groupe de six candidats,.

### Répartition des sièges
Le Parlement est élu au scrutin proportionnel d'Hondt. La répartition des sièges est opérée de la manière suivante : 
- les listes sont classées par ordre décroissant selon le nombre de votes obtenus ;
- le nombre de votes de chaque liste est divisé par 1, puis 2, puis 3... jusqu'au nombre total de sièges à pourvoir ;
- les sièges sont attribués aux quotients les plus élevés, toutes listes confondues, par ordre décroissant jusqu'au dernier siège à pourvoir

Seules les listes ayant remporté au moins 3 % des suffrages valables dans la circonscription concernée, ce qui inclut les votes blancs, participent à cette répartition.

## Campagne

### Forces politiques
| Force politique | Force politique                                                                                              | Force politique | Chef de file                                    | Idéologie                                                               | Résultats en 2005           |
| --------------- | --- | --------------- | ----------------------------------------------- | ----------------------------------------------------------------------- | --------------------------- |
|                 | Parti nationaliste basque (eu) Euzko Alderdi Jeltzalea (es) Partido Nacionalista Vasco                       | EAJ-PNV         | Juan José Ibarretxe (Président du gouvernement) | Centre droit Nationalisme, démocratie chrétienne, libéral-conservatisme | Coalition 22 députés        |
|                 | Parti socialiste du Pays basque-Gauche basque-PSOE (es) Partido Socialista de Euskadi-Euskadiko Ezkerra-PSOE | PSE-EE-PSOE     | Patxi López                                     | Centre gauche Social-démocratie, progressisme                           | 22,68 % des voix 18 députés |
|                 | Parti populaire (es) Partido Popular                                                                         | PP              | Antonio Basagoiti                               | Centre droit à droite Libéral-conservatisme, démocratie chrétienne      | 17,40 % des voix 15 députés |
|                 | Eusko Alkartasuna (fr) Solidarité basque                                                                     | EA              | Unai Ziarreta (es)                              | Centre gauche Nationalisme, social-démocratie, écologie                 | Coalition 7 députés         |
|                 | Ezker Batua-Berdeak (fr) Gauche unie-Verts                                                                   | EB-B            | Javier Madrazo (es)                             | Gauche Socialisme démocratique, républicanisme, écologie                | 5,37 % des voix 3 députés   |
|                 | Aralar | Aralar          | Aucun                                           | Gauche Patriotisme, indépendantisme, socialisme                         | 2,33 % des voix 1 député    |

### Sondages
| Commanditaire           | Date            | EAJ-PNV | PSOE  | PP       | EA      | EB-B | Aralar  | UPyD    | Batasuna |
| ----------------------- | --------------- | ------- | ----- | -------- | ------- | ---- | ------- | ------- | -------- |
| Commanditaire           | Date            |         |       |          |         |      |         |         |          |
| DYM/ABC                 | 22 février 2009 | 30      | 25-26 | 13       | 0-1     | 2    | 3       | 1       |          |
| Público                 | 19 février 2009 | 26-28   | 25    | 9-11     | 4       | 4    | 6       | 1-3     |          |
| Metroscopia/El País     | 16 février 2009 | 27      | 26    | 13-14    | 3       | 3    | 2       | 0-1     |          |
| Ikerfel/El Diario Vasco | 16 février 2009 | 27-29   | 26-28 | 11-12    | 2-3     | 2-4  | 3       | 1       |          |
| Gouvernement basque     | 16 février 2009 | 27      | 26    | 13       | 4       | 3    | 2       | 0       |          |
| Público                 | 8 février 2009  | 28/26   | 25/23 | 10-11/10 | 4-5/3-4 | 3/3  | 3-4/3-4 | 0-1/0-1 | -/6      |

### Interdiction de deux candidatures
Le 8 février 2009, le Tribunal suprême prononce l'annulation des listes présentées par l'alliance Démocratie 3 Millions (D3M) et le parti Askatasuna en raison des liens avérés avec l'organisation terroriste ETA et le parti indépendantiste interdit Batasuna. Cet arrêt est confirmé quatre jours plus tard par le Tribunal constitutionnel, conduisant pour la première fois à l'absence de la gauche abertzale radicale lors d'une élection au Parlement basque. Les porte-paroles de D3M appellent alors, le 13 février, à utiliser quand même les bulletins de leurs listes, qui seront déclarés nuls et permettront selon eux de mesurer l'appui populaire dont ils bénéficient.

### Galerie

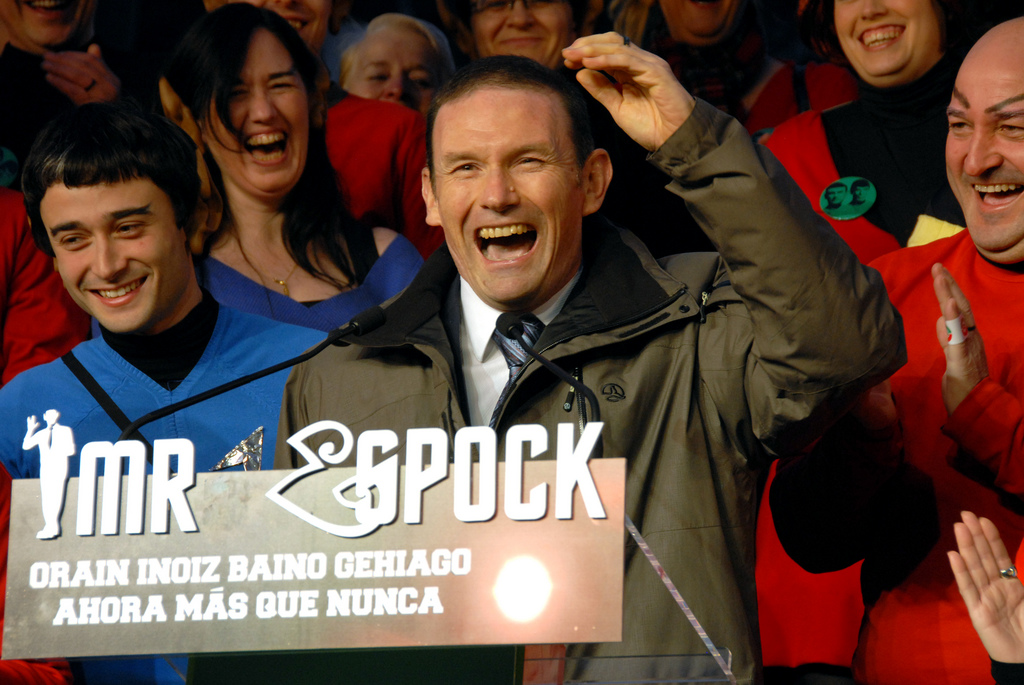
Juan José Ibarretxe à Bilbao.
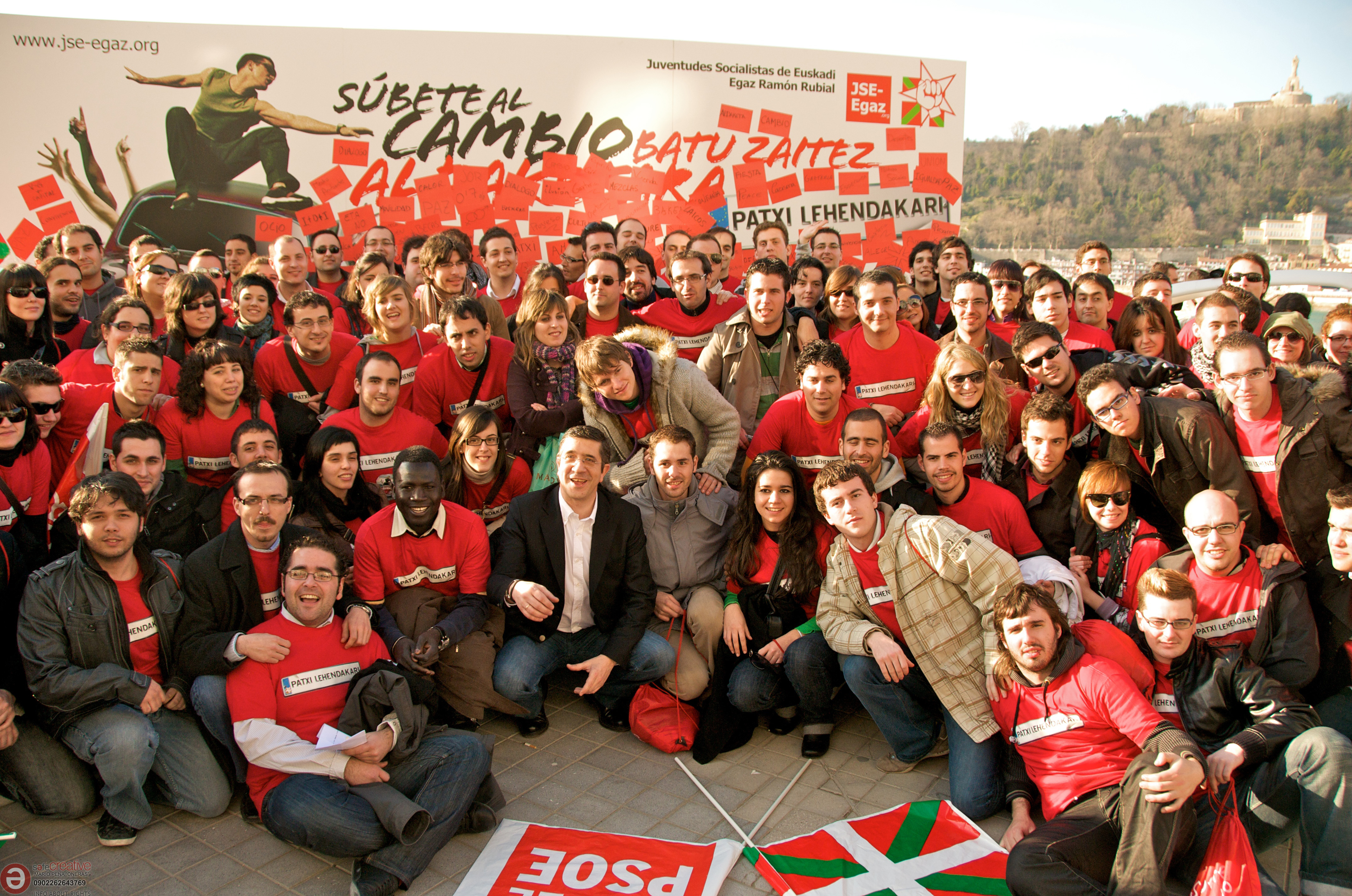
Patxi López et les Jeunes socialistes à Saint-Sébastien.
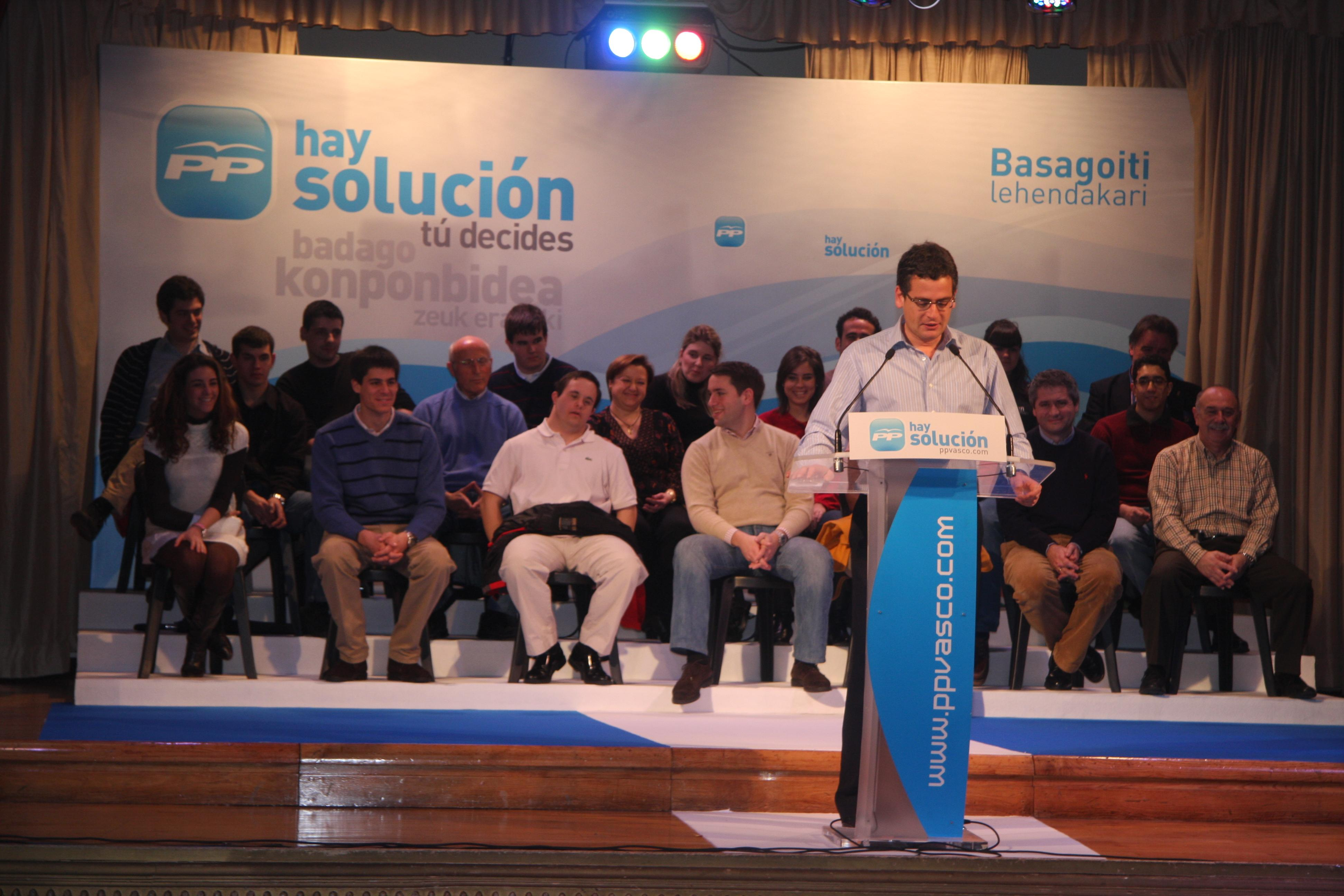
Antonio Basagoiti à Getxo.

## Résultats

### Total régional
|                          |                                                                  |           |       |               |        |               |  |  |  |  |  |  |  |  |
| Parti                    | Parti                                                            | Voix      | %     | +/-           | Sièges | +/-           |  |  |  |  |  |  |  |  |
|                          | Parti nationaliste basque (EAJ-PNV)                              | 399 600   | 38,56 | -             | 30     | 8             |  |  |  |  |  |  |  |  |
|                          | Parti socialiste du Pays basque-Gauche basque-PSOE (PSE-EE-PSOE) | 318 112   | 30,70 | 8,02          | 25     | 7             |  |  |  |  |  |  |  |  |
|                          | Parti populaire (PP)                                             | 146 148   | 14,10 | 3,3           | 13     | 2             |  |  |  |  |  |  |  |  |
|                          | Aralar                                                           | 62 514    | 6,03  | 3,7           | 4      | 3             |  |  |  |  |  |  |  |  |
|                          | Solidarité basque (EA)                                           | 38 198    | 3,69  | -             | 1      | 6             |  |  |  |  |  |  |  |  |
|                          | Gauche unie-Verts (EB-B)                                         | 36 373    | 3,51  | 1,86          | 1      | 2             |  |  |  |  |  |  |  |  |
|                          | Union, progrès et démocratie (UPyD)                              | 22 233    | 2,15  | Nv.           | 1      | 1             |  |  |  |  |  |  |  |  |
|                          | Les Verts (B-LV)                                                 | 5 643     | 0,54  | -             | 0      | en stagnation |  |  |  |  |  |  |  |  |
|                          | Pour un monde + juste (PUM+J)                                    | 3 072     | 0,30  | 0,2           | 0      | en stagnation |  |  |  |  |  |  |  |  |
|                          | Parti antitaurin contre la maltraitance animale (PACMA)          | 1 504     | 0,15  | -             | 0      | en stagnation |  |  |  |  |  |  |  |  |
|                          | Parti ouvrier socialiste internationaliste (POSI)                | 1 178     | 0,11  | 0,08          | 0      | en stagnation |  |  |  |  |  |  |  |  |
|                          | Parti Famille et Vie (PFyV)                                      | 1 052     | 0,10  | Nv.           | 0      | en stagnation |  |  |  |  |  |  |  |  |
|                          | Parti humaniste (PH)                                             | 418       | 0,04  | 0,09          | 0      | en stagnation |  |  |  |  |  |  |  |  |
|                          | Parti carliste du Pays basque (EKA-PC)                           | 151       | 0,01  | en stagnation | 0      | en stagnation |  |  |  |  |  |  |  |  |
|                          | Parti communiste des terres basques (PCTV-EHAK)                  |           |       |               | 0      | 9             |  |  |  |  |  |  |  |  |
|                          |                                                                  |           |       |               |        |               |  |  |  |  |  |  |  |  |
| Votes exprimés           | Votes exprimés                                                   | 1 036 196 | 90,20 |               |        |               |  |  |  |  |  |  |  |  |
| Votes blancs             | Votes blancs                                                     | 11 562    | 1,01  |               |        |               |  |  |  |  |  |  |  |  |
| Votes valides            | Votes valides                                                    | 1 047 758 |       |               |        |               |  |  |  |  |  |  |  |  |
| Votes nuls               | Votes nuls                                                       | 100 939   | 8,79  |               |        |               |  |  |  |  |  |  |  |  |
| Total                    | Total                                                            | 1 148 697 | 100   | –             | 75     | en stagnation |  |  |  |  |  |  |  |  |
| Abstentions              | Abstentions                                                      | 627 362   | 35,32 |               |        |               |  |  |  |  |  |  |  |  |
| Inscrits / Participation | Inscrits / Participation                                         | 1 776 059 | 64,68 |               |        |               |  |  |  |  |  |  |  |  |

### Par circonscription
| Circonscription | Circonscription | Alava   | Alava   | Alava  | Alava         | Biscaye | Biscaye | Biscaye | Biscaye       | Guipuscoa | Guipuscoa | Guipuscoa | Guipuscoa     |
| --------------- | --------------- | ------- | ------- | ------ | ------------- | ------- | ------- | ------- | ------------- | --------- | --------- | --------- | ------------- |
|                 |                 |         |         |        |               |         |         |         |               |           |           |           |               |
| Sièges          | Sièges          | 25      | 25      | 25     | en stagnation | 25      | 25      | 25      | en stagnation | 25        | 25        | 25        | en stagnation |
|                 |                 |         |         |        |               |         |         |         |               |           |           |           |               |
|                 |                 | Nombre  | Nombre  | %      | %             | Nombre  | Nombre  | %       | %             | Nombre    | Nombre    | %         | %             |
| Inscrits        | Inscrits        | 248 231 | 248 231 | 100,00 | 100,00        | 952 844 | 952 844 | 100,00  | 100,00        | 574 984   | 574 984   | 100,00    | 100,00        |
| Abstentions     | Abstentions     | 86 713  | 86 713  | 34,93  | 34,93         | 320 774 | 320 774 | 33,66   | 33,66         | 219 875   | 219 875   | 38,24     | 38,24         |
| Votants         | Votants         | 161 518 | 161 518 | 65,07  | 65,07         | 632 070 | 632 070 | 66,34   | 66,34         | 355 109   | 355 109   | 61,76     | 61,76         |
| Nuls            | Nuls            | 9 060   | 9 060   | 5,61   | 5,61          | 43 971  | 43 971  | 6,96    | 6,96          | 47 908    | 47 908    | 13,49     | 13,49         |
| Blancs          | Blancs          | 1 797   | 1 797   | 1,11   | 1,11          | 5 972   | 5 972   | 0,94    | 0,94          | 3 793     | 3 793     | 1,07      | 1,07          |
| Exprimés        | Exprimés        | 150 661 | 150 661 | 93,28  | 93,28         | 582 127 | 582 127 | 92,10   | 92,10         | 303 408   | 303 408   | 85,44     | 85,44         |
|                 |                 |         |         |        |               |         |         |         |               |           |           |           |               |
| Partis          | Partis          | Voix    | %       | Sièges | +/−           | Voix    | %       | Sièges  | +/−           | Voix      | %         | Sièges    | +/−           |
|                 | EAJ-PNV         | 45 767  | 30,38   | 8      | 2             | 241 732 | 41,53   | 12      | 2             | 112 101   | 36,95     | 10        | 4             |
|                 | PSE-EE-PSOE     | 47 523  | 31,54   | 9      | 2             | 177 875 | 30,56   | 8       | 2             | 92 714    | 30,56     | 8         | 3             |
|                 | PP              | 32 188  | 21,36   | 6      | 1             | 81 837  | 14,06   | 4       | 1             | 32 123    | 10,59     | 3         | en stagnation |
|                 | Aralar          | 6 613   | 4,39    | 1      | 1             | 24 639  | 4,23    | 1       | 1             | 31 262    | 10,30     | 2         | 1             |
|                 | EA              | 5 280   | 3,50    | 0      | 2             | 17 033  | 2,93    | 0       | 1             | 15 885    | 5,24      | 1         | 3             |
|                 | EB-B            | 5 053   | 3,35    | 0      | 1             | 20 080  | 3,45    | 0       | 1             | 11 240    | 3,70      | 1         | en stagnation |
|                 | UPyD            | 5 990   | 3,98    | 1      | 1             | 10 916  | 1,88    | 0       | en stagnation | 5 327     | 1,76      | 0         | en stagnation |
|                 | Autres          | 2 247   | 1,50    |        | 2             | 8 015   | 1,38    |         | 2             | 2 756     | 0,91      |           | 5             |

## Analyse et conséquences
Promu par D3M, le vote nul atteint le nombre de 100 000 bulletins, contre 4 000 lors du scrutin de 2005, au cours duquel le Parti communiste des terres basques (PCTV-EHAK) avait recueilli 150 000 voix. L'absence de candidature indépendantiste de gauche radicale produit également un impact sur la participation, qui baisse de quatre points et recule fortement en Guipuscoa, fief de ce courant politique. Si l'intégralité des bulletins nuls s'était portée sur les listes de D3M ou Askatasuna, celles-ci auraient remporté sept sièges de députés au Parlement, soit deux de moins que le PCTV-EHAK. Le ministre de l'Intérieur Alfredo Pérez Rubalcaba considère néanmoins que 5 000 bulletins doivent être retranchés puisqu'ils correspondent au « vote nul technique ».
Le président d'Eusko Alkartasuna Unai Ziarreta (es) annonce sa démission et la convocation d'un congrès extraordinaire au lendemain des élections, après que son parti y a obtenu le pire résultat de son histoire. Il est imité le 4 mars par Javier Madrazo (es), coordonnateur général de Ezker Batua-Berdeak qui n'a pas été réélu député.